# Cyphonocerus ruficollis
Cyphonocerus ruficollis là một loài bọ cánh cứng trong họ Đom đóm (Lampyridae). Loài này được Kiesenwetter miêu tả khoa học năm 1879.

## Hình ảnh

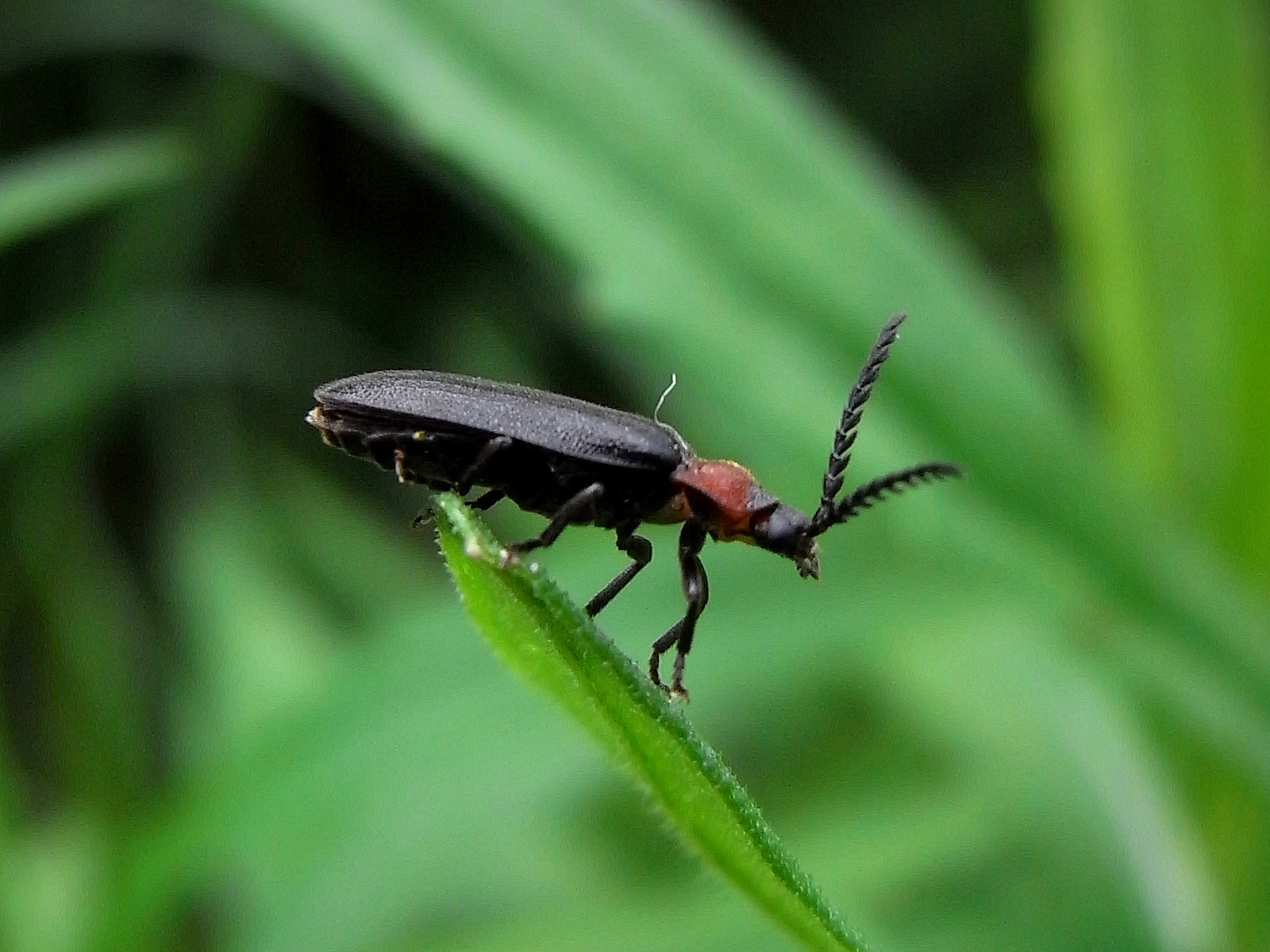
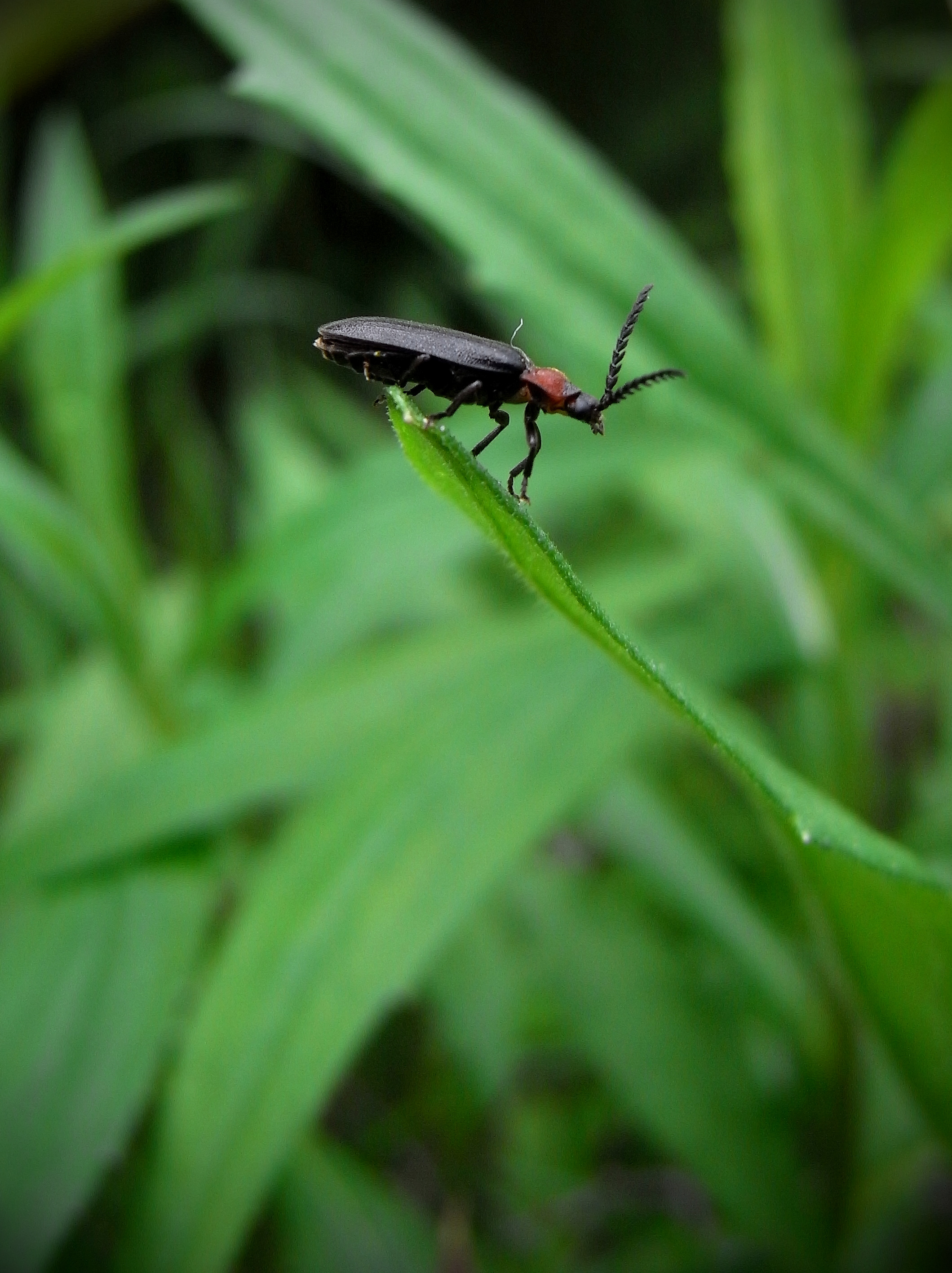
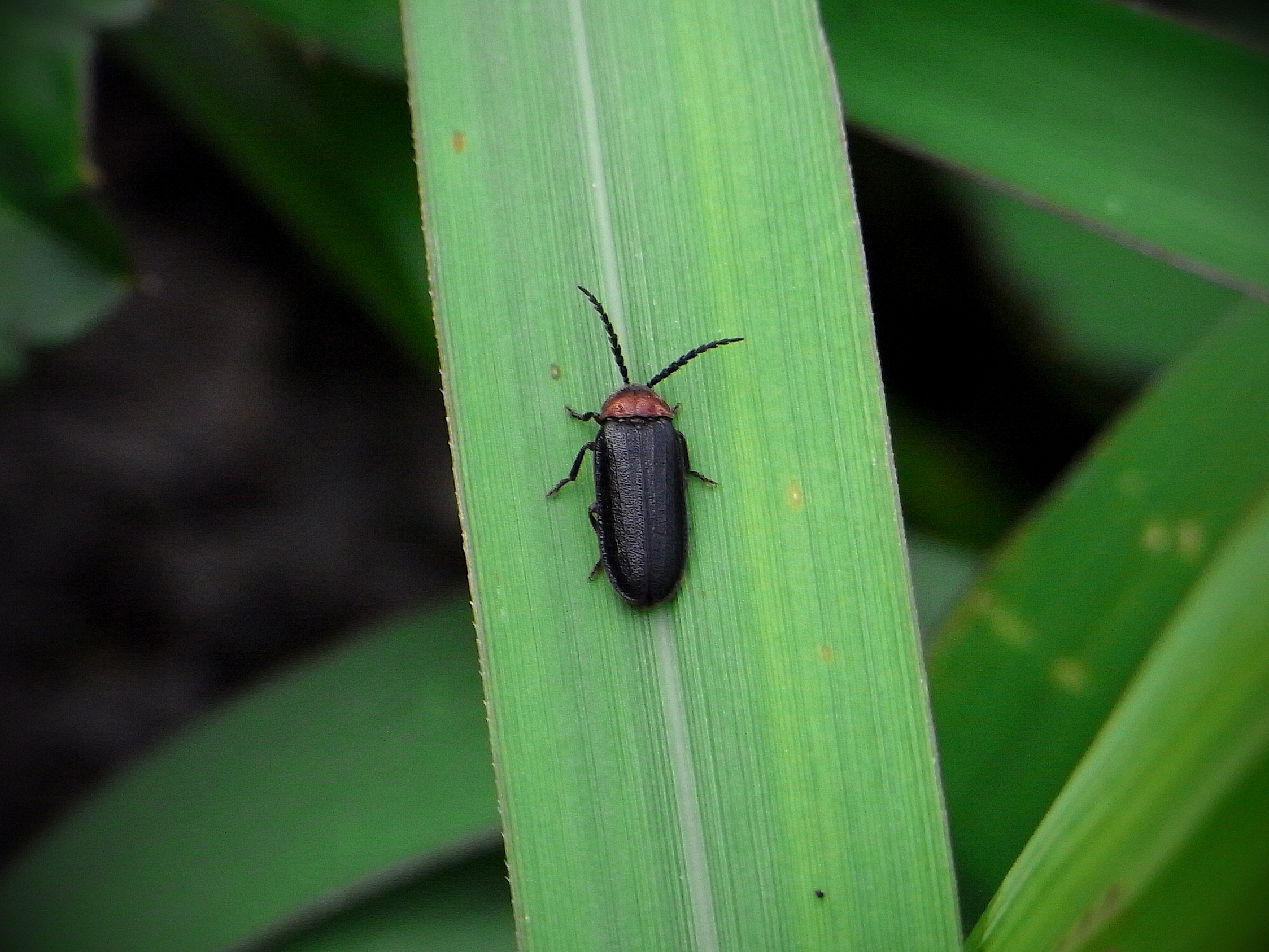